# Antipterna
Antipterna es un género de mariposas de la familia Oecophoridae.

## Especies
- Antipterna acrobaphes (Meyrick, 1885)
- Antipterna assulosa  (Turner, 1940)
- Antipterna diclethra  (Meyrick, 1885)
- Antipterna diplosticta  (Turner, 1944)
- Antipterna euanthes  (Meyrick, 1885)
- Antipterna glacialis  Meyrick, 1885
- Antipterna hemimelas  (Turner, 1940)
- Antipterna homoleuca  (Meyrick, 1885)
- Antipterna homopasta  (Turner, 1932)
- Antipterna lithophanes  (Meyrick, 1885)
- Antipterna microphanes  Lower, 1902
- Antipterna monostropha  (Meyrick, 1885)
- Antipterna naias  (Meyrick, 1902)
- Antipterna nivea  (Turner, 1940)
- Antipterna panarga  (Turner, 1932)
- Antipterna ptychomochla  Turner, 1940
- Antipterna spathulata  (Turner, 1944)
- Antipterna stichoptis  (Lower, 1915)
- Antipterna tephrodes  Lower, 1902
- Antipterna trilicella  (Meyrick, 1885)